# 二瓶盛一
二瓶 盛一（にへい せいいち、1953年10月1日 - ）は、猪苗代町長、元道の駅猪苗代駅長。2023年6月18日、投開票の猪苗代町長選挙で、初当選を果たした。

## 来歴
福島県猪苗代町生まれ。福島県立会津高等学校を経て、中央大学経済学部を卒業。
1977年、 福島民報に入社後、編集局、総務局、事業局長、広告局長などを歴任。2013年、専務取締役を務め退任。退任後、ラジオ福島、民報印刷に勤務し退任。民報印刷では役員を務める。
2019年、道の駅猪苗代に入社。2020年から現在、道の駅猪苗代駅長に就任。
医療従事者への感謝の意活動として、猪苗代スキー場と共同で青いハンカチ掲揚。ウクライナ国民を慮り、青と黄の国旗色掲揚。竹下景子一日駅長委嘱により道の駅の活況を図る。猪苗代スキー場フライデーナイトイベントに協賛など、多くの催しを仕掛ける。
道の駅人気ランキングでは、東北ランキング1位をはじめ、全国ではランキング2位など、上位入選常連となる。また、年間90万人強が訪れるなど、活気溢れる地域を築いている。

## 政治活動
2023年3月、6月公示予定の猪苗代町長選挙への出馬を表明。前町長・前後公の後継者という形で猪苗代町町長選挙に立候補。
町長選挙期間中は「にへい盛一」と名字部分をひらがな表記で活動。キャッチコピーは「町の未来をみんなで考えよう！」

### 猪苗代町長選挙
2023年6月18日、投開票の猪苗代町長選挙で新人3人を破り、初当選を果たした。2023年6月26日に初登庁した。